# Tomás Vicente Tosca
Tomás Vicente Tosca y Mascó (Valence, 1651 - ibídem, 1723) est un mathématicien, architecte, philosophe et théologien espagnol.
Après une formation en arts libéraux et en théologie à l’université de Valence, Tosca fut ordonné prêtre et se fit oratorien. Il appartenait à un groupe d’intellectuels qui se proposaient de fonder une société scientifique valencienne (à l’image de celles existant en Europe), et qui, conscients du retard scientifique espagnol, se donnaient pour tâche d’assimiler et de diffuser dans les milieux intellectuels valenciens et espagnols les nouvelles connaissances et méthodes apportées par la révolution scientifique du XVIIe siècle. Dans le même esprit, Tosca cofonda en 1686 le mouvement des novatores, précurseurs des Lumières espagnoles. Il fut vice-recteur de l’université de Valence et conseilla la municipalité de Valence sur des questions de nature technique portant sur divers travaux d’infrastructure. Outre un plan de la ville de Valence, achevé en 1704 et imprimé trois décennies plus tard, on lui doit plusieurs ouvrages à visée didactique, où les chapitres principaux de la nouvelle science de son époque étaient exposés avec ampleur et clarté, pour la plupart en langue espagnole, ouvrages dont l’importance réside notamment dans le fait que la révolution scientifique n’avait jusque-là bénéficié que d’une faible attention dans les ouvrages imprimés en Espagne ; à cet égard, on relève en particulier son traité Compendio mathemático, où les différentes composantes de la science mathématique — entendue au sens large, c’est-à-dire y compris la mécanique, l’optique, l’hydraulique etc. — étaient intelligiblement exposées à l’usage du public espagnol. Mérite mention également son Compendium philosophicum, tentative de rénovation du discours philosophique par l’intégration des courants scientifiques et philosophiques modernes.

## Biographie
Né à Valence en 1651, Tomás Vicente Tosca avait pour père Calixto Tosca de los Ares, docteur en médecine et professeur à l’université de Valence vers le milieu du XVIIe siècle. Il entreprit des études à la même université, où il obtint le titre de maître en arts et de docteur en théologie. Le 31 octobre 1678, il fut ordonné prêtre, puis entra dans la congrégation de l'Oratoire, où il exerça des fonctions de premier plan. Selon Gregorio Mayans, la personne ayant exercé l’influence la plus grande sur la formation scientifique de Tosca était Félix Falcó de Belaochaga, qui mit à sa disposition livres et instruments mathématiques.

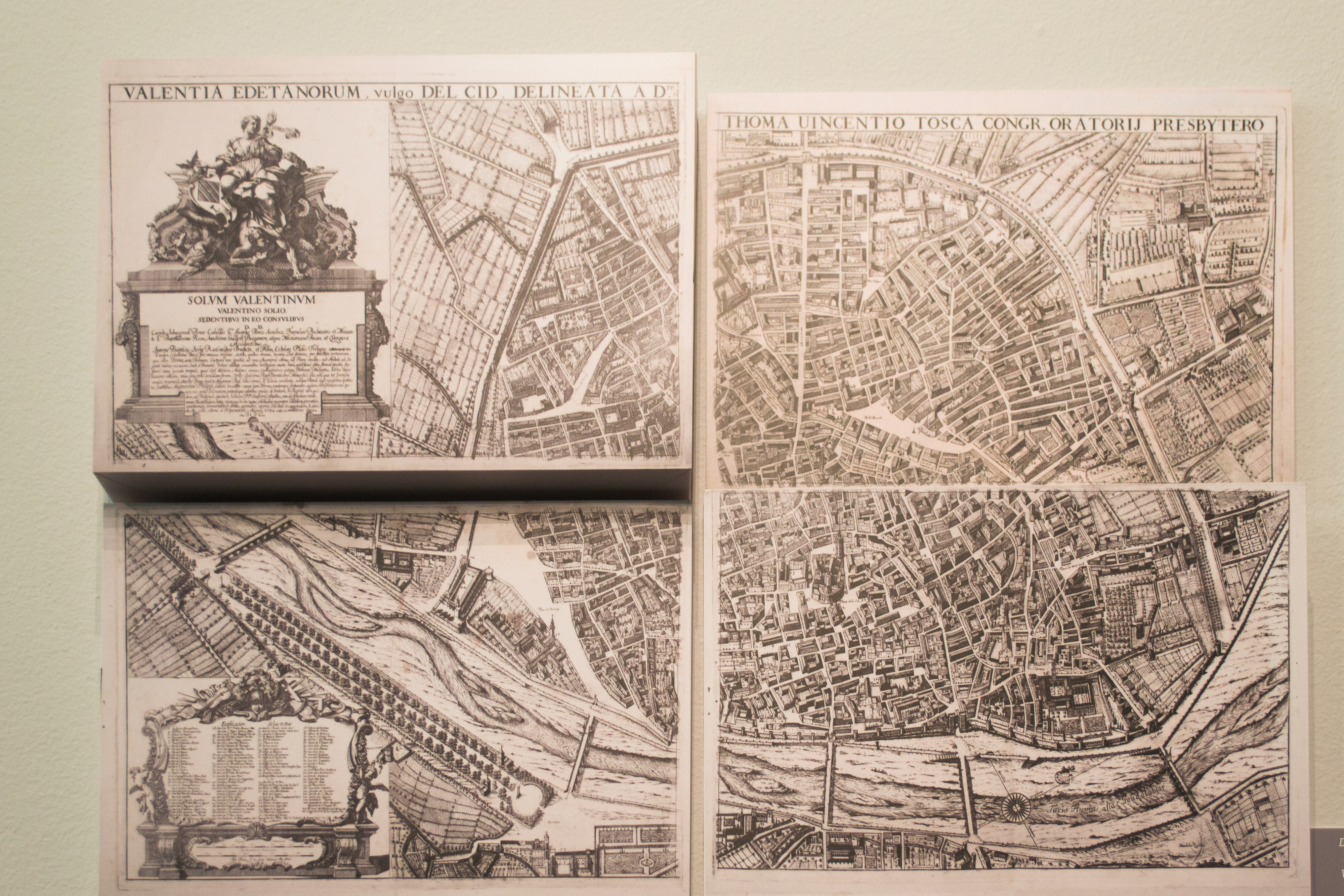
Plan de Valence exécuté par Tosca en 1704.

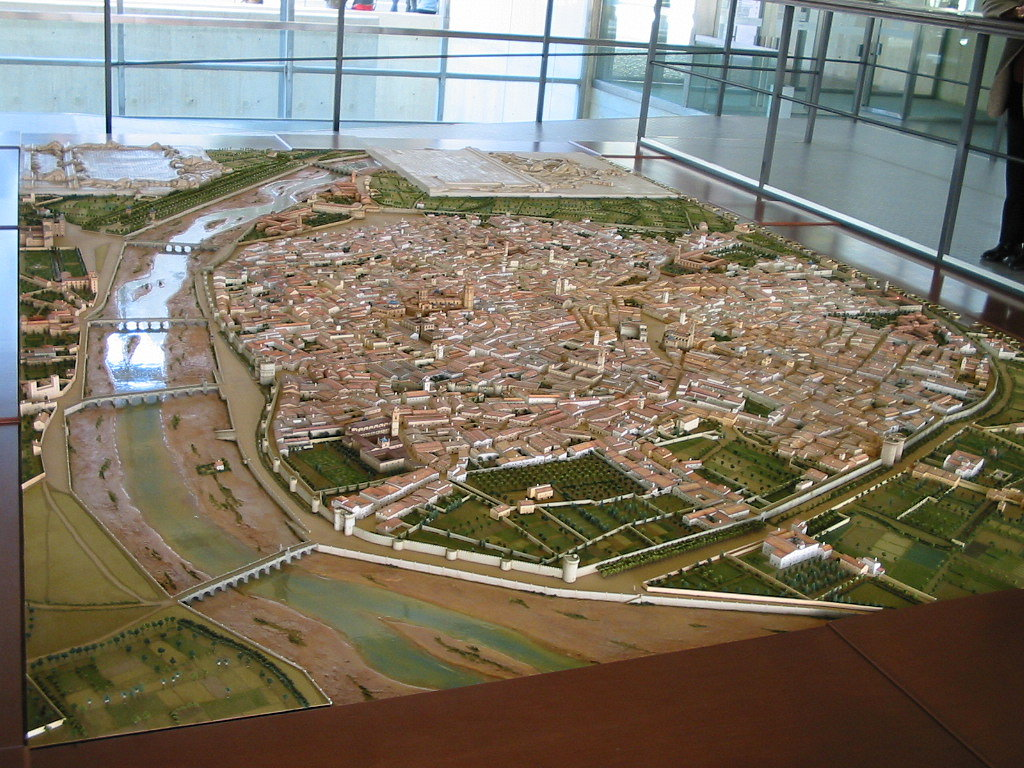
Maquette réalisée d’après le plan de Tosca et exposée au Musée valencien des Lumières et de la modernité (Museo Valenciano de la Ilustración y la Modernidad, acronyme MuVIM).

Tosca fréquentait dans sa ville natale les tertulias (clubs), dont une en particulier qui en 1687 faisait figure d’académie de mathématiques et dont les membres nourrissaient expressément le dessein de jeter les bases d’une société scientifique valencienne à l’image de celles européennes ; ses principaux protagonistes étaient, outre Tosca, Baltasar Íñigo et Juan Bautista Corachán (es), qui remplissait l’office de secrétaire. Conscients du retard scientifique de leur pays, ces auteurs se donnèrent pour tâche d’assimiler et de diffuser dans les milieux intellectuels valenciens et espagnols les nouvelles connaissances et méthodes apportées par la révolution scientifique.
En 1686, il cofonda, au domicile de Baltasar Íñigo et de Juan Bautista Corachán, le mouvement des novatores, et aux environs de 1697 mit sur pied, dans les chambres d’hôtes de la congrégation de l’Oratoire, une école de mathématiques, que fréquentaient les jeunes nobles de la ville. L’école cessa de fonctionner en 1705, en raison de la guerre de Succession, mais d’autres témoignages indiquent qu’elle poursuivit ses cours au moins jusqu’en 1707.
De juin 1717 à 1720, Tosca occupa le poste de vice-recteur de l’université de Valence, et en 1719 faisait partie d’une commission philosophico-scientifique en tant qu’adjutor (assistant) en sciences physico-mathématiques, aux côtés du prévôt de chapitre Vicente Albiñana et de son disciple Tomás Serra y Palos, en qualité de philosophes.
De même que Corachán, Tosca conseilla la municipalité de Valence sur plusieurs questions de nature technique, comme celle concernant le port du Grao, plus particulièrement l’amélioration du pont de bois et la démolition de celui de pierre. En outre, il élabora un plan pour un port à Cullera et pour un canal navigable reliant la ville à la lagune de Valence (Albufera) et au fleuve Júcar. D’autre part, il s’intéressa à la cartographie, au dessin et à l’architecture, comme l'atteste la réalisation par Tosca de plusieurs travaux et expertises en architecture. Il dressa un plan de la ville de Valence, qu’il acheva en 1704, et qui fut ensuite modifié et actualisé, peut-être par les soins d’Antonio Bordazar, avant d’être gravé par le mathématicien José Fortea vers 1738. Ce plan est conservé dans le Musée historique municipal de Valence et il en existe une reproduction en maquette au Musée valencien des Lumières et de la modernité.
Aux dires de Mayans figuraient, parmi les nombreuses personnes qui le consultaient, « les artistes, pour les choses relevant des Sciences mathématiques, avec lesquelles leurs arts devenaient plus faciles et plus parfaites », artistes qui incluaient des maîtres d’œuvre et des sculpteurs.
En 1716 se tinrent à Valence les Comices générales des Minimes, auxquelles assista le principal disciple d’Emmanuel Maignan, Jean Saguens, défenseur de l’atomisme et de la rénovation de la philosophie scolastique. Attaqué par ses confrères plus conservateurs, il fut défendu par Tosca, ce qui sera à l’origine d’une grande amitié entre les deux hommes.

## Œuvre

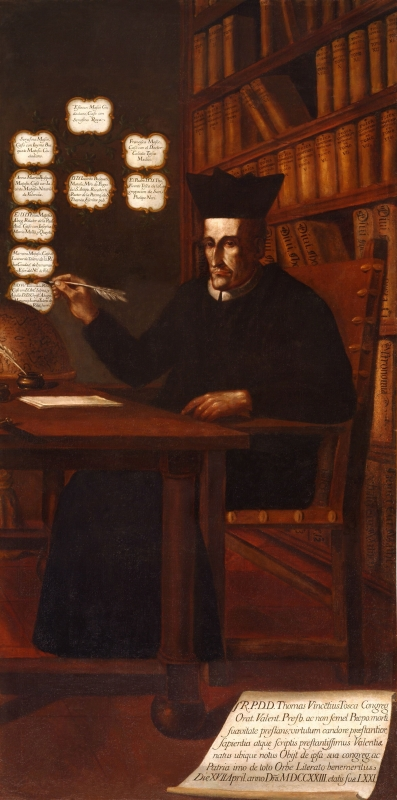
Portrait de Tomás Vicente Tosca, XVIIIe siècle. La Nau, Université de Valence.

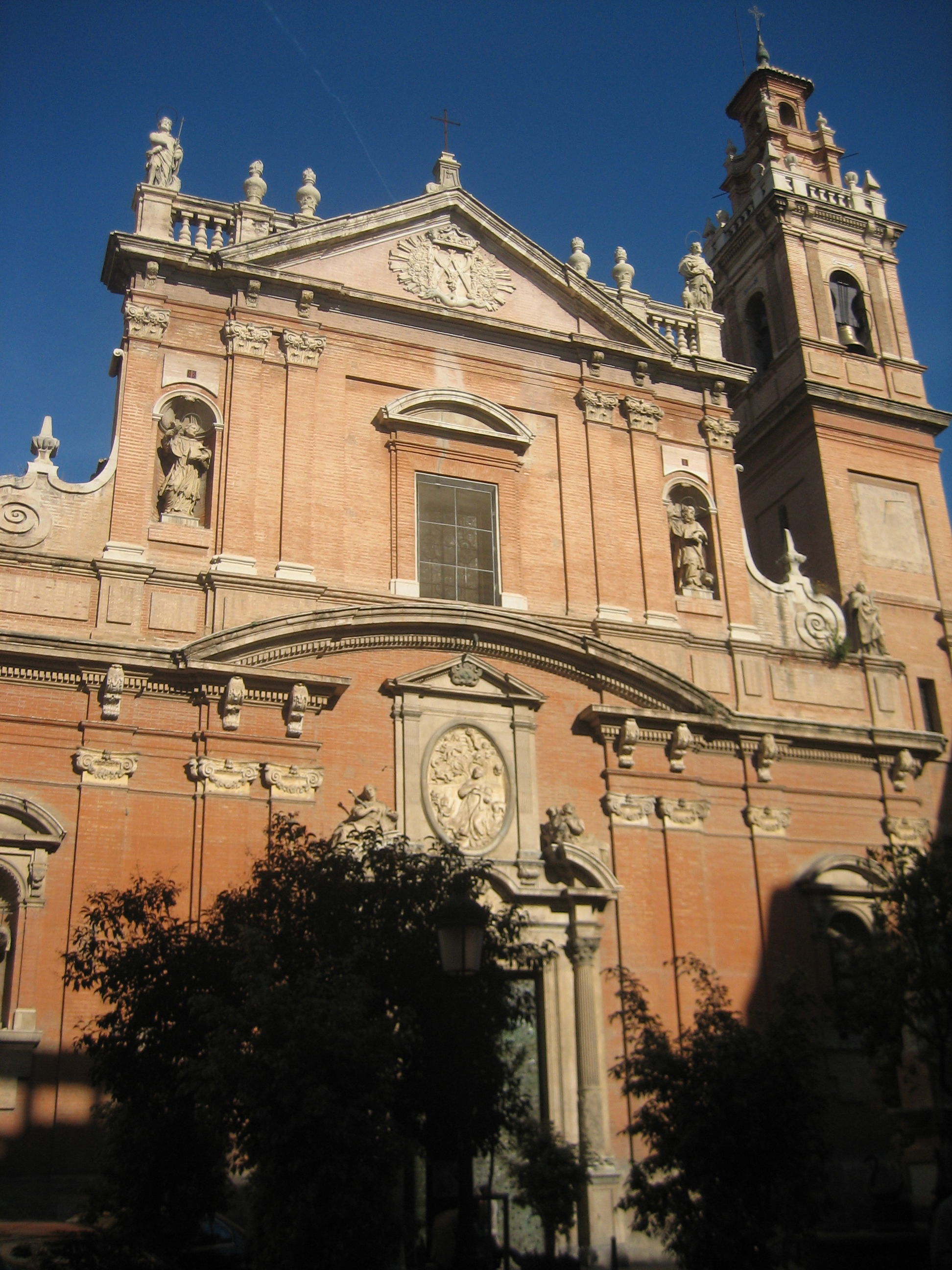
Façade de l’église Saint-Thomas-et-Saint-Philippe-de-Neri (l’église de la congrégation de l'Oratoire), à Valence.

Tosca laissa à sa mort un important volume de manuscrits, la plupart desquels n’ont toutefois pas été retrouvés. Ses œuvres à caractère scientifique sont les Compendios, dont en particulier le Compendio mathematico (1707-1715), composé de neuf volumes, publié par l’éditeur valencien Antonio Bordazar et réédité trois fois au XVIIIe siècle (à Madrid en 1717 ; à Valence en 1757 ; et de nouveau à Valence en 1760). Il fit aussi publier à part le volume premier et les traités de arquitectura civil, montea, cantería y reloxes (littér. architecture civile, plans, taille de pierres et horloges, Valence 1794), fait qui témoigne du grand accueil public et de l’ample diffusion que connut l’ouvrage dans tout le monde hispanique au XVIIIe siècle. Quant au Compendium philosophicum, il comprenait cinq tomes et fut réédité en sept volumes par Gregorio Mayans, avec une biographie de Tosca de la main du même Mayans. Au moment de sa mort, en 1723, Tosca était occupé à travailler sur un Compendio Theologico.
L’importance de Tosca a été formulée comme suit par l’historien des sciences Víctor Navarro Brotóns :

« Dans le panorama appauvri de la littérature scientifique espagnole, où, au cours du XVIIe siècle, la cinématique de Galilée et de Torricelli, l’optique de Kepler, de Descartes et de Grimaldi, l’atomisme de Gassendi et la philosophie corpusculaire, et en général, le nouvel horizon méthodologique et cognitif ouvert par la révolution scientifique n’avaient bénéficié que d’une attention faible ou limitée dans les ouvrages imprimés, la publication du Compendio mathemático de Tosca fut sans nul doute un événement important. En effet, dans cette œuvre, nombre des chapitres les plus importants de la nouvelle science apparaissaient exposés avec ampleur et clarté, en langue romane et à partir des postulats méthodologiques modernes de Galilée et des scientifiques mécanicistes. Une appréciation semblable s’impose à propos du Compendium philosophicum, œuvre qui, avec son éclectisme et avec les limitations que l’on pourrait relever, représenta un sérieux essai de rénovation du discours philosophique par l’intégration des courants scientifiques et philosophiques modernes. »

Le Compendio mathemático fut rédigé par Tosca en prenant pour modèle les traités de nature encyclopédique parus en Europe dans la seconde moitié du XVIIe siècle, rédigés principalement par des scientifiques jésuites et conçus dans un but didactique. Parmi ces traités, l’un des meilleurs et des mieux diffusés était le Cursus seu mundus mathematicus de Claude François Milliet Dechales. Dans ce type d’ouvrages, on entendait par mathématiques — outre la géométrie, l’arithmétique, l’algèbre, la trigonométrie, etc., désignées par le terme de mathématiques pures — un ensemble de matières qualifiées de mathématiques mixtes, de physico-mathématiques ou de mathématiques appliquées, telles que l’astronomie et la géographie, l’optique et la perspective, la musique, la mécanique (ou science des machines), la statique (ou science des graves), l’hydrostatique et l’hydraulique, la géométrie appliquée (arpentage et topographie), l’artillerie, la nautique et la chronométrie, et l’architecture civile et militaire. Tosca s’attacha à prendre aussi en considération les apports et travaux d’auteurs espagnols, notamment de Sebastián Izquierdo, de Juan Caramuel y Lobkowitz, de Vicente Mut, de José de Zaragoza et d’Antonio Hugo de Omerique, traduisant la volonté des novatores valenciens d’honorer, autant que possible, la tradition scientifique espagnole.

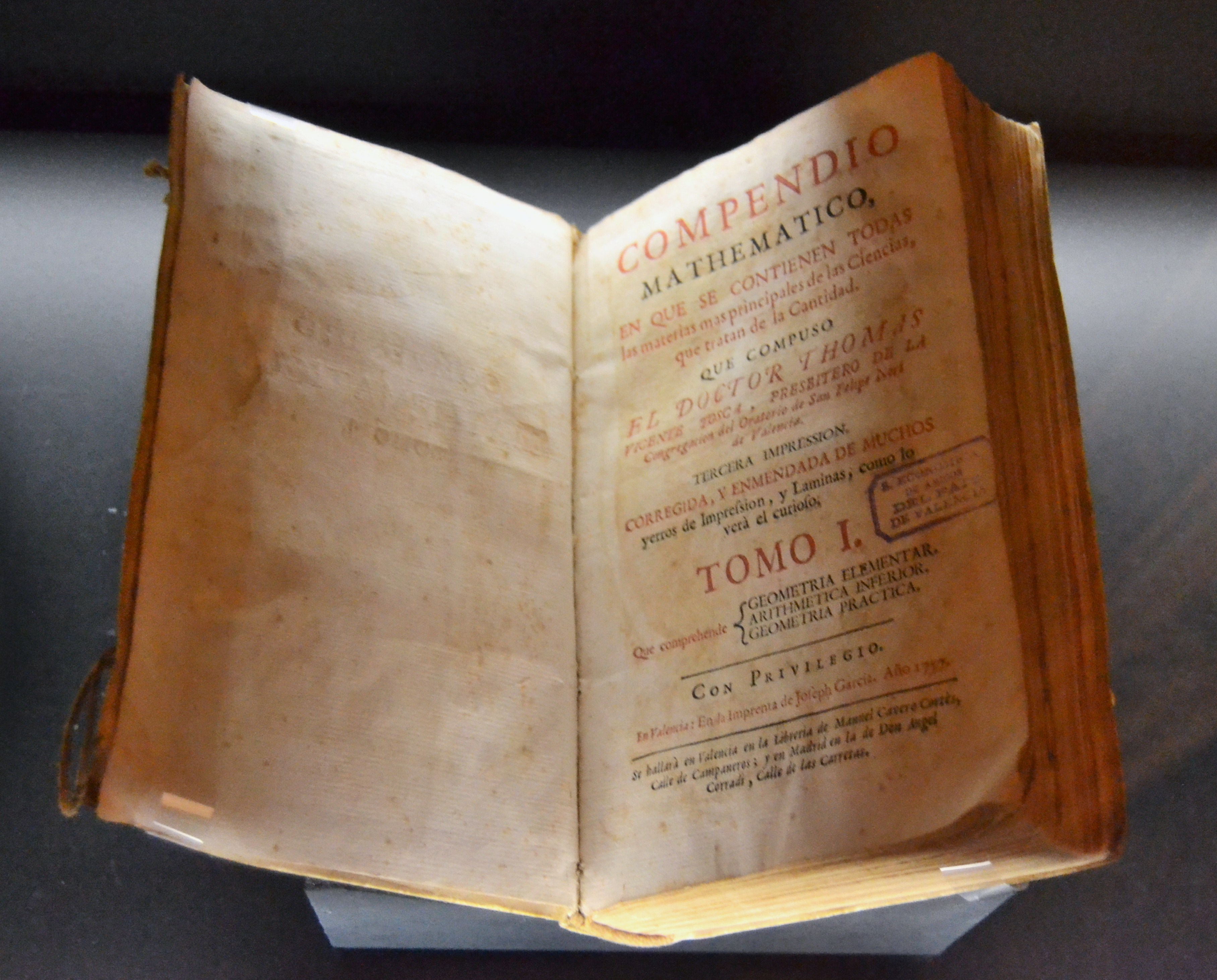
Page de titre du Compendio mathématico.

Le premier tome du Compendio débute par une brève introduction aux disciplines mathématiques, où l’auteur explique l’objet, la nature et la classification de ces sciences telle qu’elle était habituellement admise à cette époque. Chacune d’entre elles fait ensuite l’objet d’une étude dans le Compendio, se prolongeant chacune sur un ou plusieurs traités. À cette introduction fait suite un bref exposé « de l’origine, des progrès et de l’utilité des mathématiques ». En ce qui concerne les mathématiques pures, il y a lieu de souligner — outre la clarté de l’exposé et l’effort de Tosca à donner une présentation des matières classiques plus didactique que ce qui était alors d’usage — l’inclusion de domaines comme la combinatoire, non abordée dans le Cursus de Milliet Dechales, la présence de la géométrie des coniques (le Compendio mathemático étant le premier ouvrage en espagnol à traiter de cette matière), l’attention portée à l’'Analysis geometrica d’Hugo de Omerique, dont Tosca offre un extrait, et la modernité de la notation utilisée par Tosca en algèbre, beaucoup plus moderne que celle de Milliet Dechales.
La nouvelle science du mouvement inaugurée par Galilée n’avait que fort peu retenu l’attention dans la littérature scientifique espagnole du XVIIe siècle. C’est pourquoi l’une des principales contributions du Compendio de Tosca à ladite littérature consiste dans une présentation longue et détaillée de cette nouvelle science, en accord avec les idées explicatives que la sous-tendaient, à savoir les mathématiques comme langage, et l’observation et l’expérimentation comme principes méthodologiques. Tosca décrit les expériences de Torricelli et de Pascal, qui avaient mis en lumière la pesanteur de l’air ainsi que la chute libre des graves. De même, dans le traité d’artillerie, Tosca présente-t-il le mouvement des projectiles, complétant ainsi l’étude du mouvement local des graves telle que définie par Galilée. D’autre part, en sus de la mécanique galiléenne, Tosca se penche, dans ce même volume, sur les questions en rapport avec l’équilibre et le mouvement des fluides et sur les artifices inventés pour tirer parti de l’énergie et des propriétés de ces fluides, et donne une description des instruments de mesure, comme le baromètre et le thermomètre. Il examine avec une particulière attention « l’hydrométrie et l’hydrographie ; c’est-à-dire, le mouvement, la conduction et la répartition des eaux ».
L’optique connut également d’importants progrès au cours du XVIIe siècle, tant théoriques que sur le plan de l’instrumentation, et dont Tosca rend compte dans son ouvrage, encore qu’il ignore le travail de Newton. Il présente les différentes théories sur la nature de la lumière et sur sa propagation, les lois de l’optique géométrique, quelques aspects de la photométrie et la théorie des couleurs. Il s’attarde aussi à décrire avec détail les grandes conquêtes instrumentales dans ce champ particulier de la révolution scientifique : le télescope et le microscope.

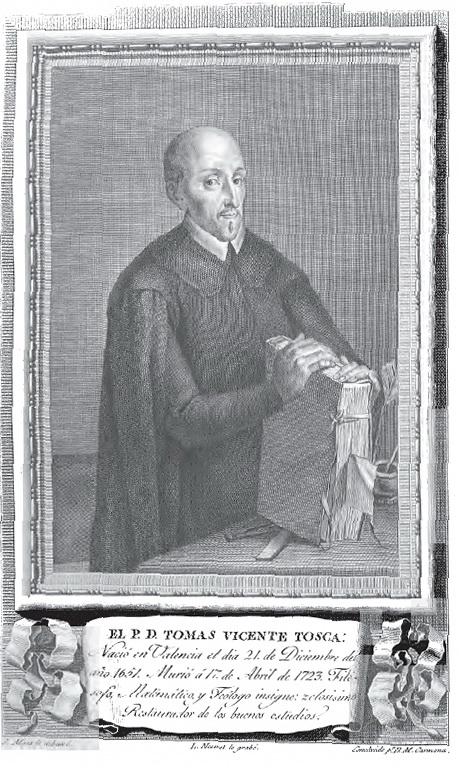
Portait de Tomás Vicente Tosca, gravure de Luis Fernández Noseret, d’après un dessin de José Maea destiné aux Retratos de los españoles ilustres.

Dans son traité d’astronomie, Tosca commence en expliquant « l’ordre de la création du monde », en accord avec la Genèse, puis expose les idées atomistes et corpuscularistes, qu’il développera plus avant dans son Compendium Philosophicum. Dans son ensemble, la partie du Compendio de Tosca consacrée à l’astronomie (un traité d’astronomie, un autre d’astronomie pratique assorti de tableaux, à quoi s’ajoute une étude des comètes et d’autres phénomènes semblables dans son traité sur les météores) surpasse de loin tous les textes qui avaient antérieurement vu le jour en Espagne, et pour la première fois, le public espagnol se voyait présenter les principaux problèmes de l’astronomie d’observation. L’auteur, tout en se montrant circonspect quant à la question du mouvement de la terre, préfère s’en rapporter au système copernicien pour expliquer les mouvements des planètes, mais laisse clairement entendre qu’il n’y a aucun argument décisif ni en faveur, ni contre le mouvement de la terre ; et nonobstant qu’il n’y ait aucune raison à ce que le texte biblique, qui attribue au soleil le mouvement et à la terre la stabilité, doive cesser d’être interprété dans un sens littéral, rien ne s’oppose, dans son opinion, à ce le système de Copernic puisse être retenu à titre d’hypothèse ou de supposition.
En rédigeant un Compendium philosophicum, Tosca aborde également le problème, plus ardu et plus complexe, d’une rénovation du discours philosophique au regard des nouveaux courants philosophico-scientifiques. Par la langue employée — le latin —, autant que par sa structure, le Compendium philosophicum ne s’écarte guère des cours traditionnels de philosophie, d’orientation aristotélico-scolastique. Cependant, quant à son contenu, le désir de rénovation de Tosca apparaît clairement au lecteur attentif ; si en métaphysique, l’ouvrage s’appuie certes dans une large mesure sur la tradition aristotélico-scolastique, en physique en revanche, sa tendance est fondamentalement mécaniciste et rejoint les nouvelles orientations de la philosophie naturelle : cartésianisme, atomisme dans ses différentes versions, etc. Sur chaque sujet ou question, Tosca expose les différentes théories et solutions proposées par les philosophes et scientifiques du XVIIe siècle : Descartes, Galilée, Gassendi, Boyle, Grimaldi, Kircher, etc.
Quant à la question de l’âme, Tosca situé le siège de l’âme sensible dans le cerveau. Pour expliquer les sensations, l’auteur fait appel à l’analogie avec une corde tendue frappée en quelque endroit de son extension, provoquant une perturbation se transmettant sur toute sa longueur ; de la même façon, si l’on frappe ou affecte de quelque manière un nerf, celui-ci se met à vibrer et à se contracter, et ce mouvement est transmis ensuite par les fibres jusqu’au cerveau, où, dit-il à la suite des anatomistes, prennent leur origine tous les nerfs. À propos de la contraction musculaire, Tosca expose la théorie chimique de Willis et celle mécanique des cartésiens, avec un penchant pour cette dernière. Il décrit avec clarté les théories fondamentales de la physiologie moderne, comme celle de la circulation sanguine, et démontre être courant des progrès en la matière réalisés à la suite de Harvey, notamment les travaux de Pecquet, de Malpighi et d’autres savants, sur la chylification, les poumons, les capillaires, etc. Tosca se réfère également à certaines des doctrines iatrochimiques, très répandues chez les médecins valenciens de cette époque.

### Écrits de Tosca

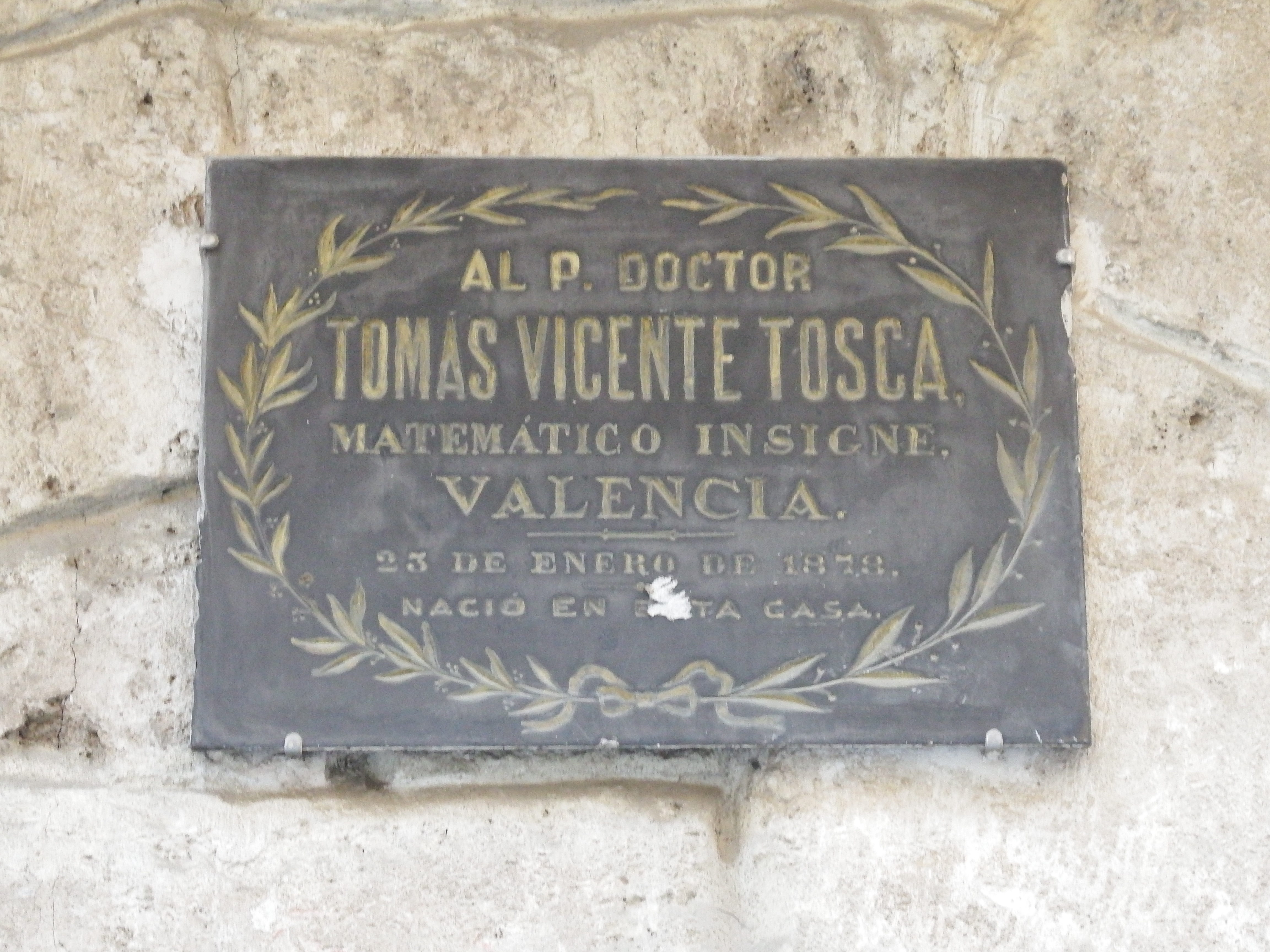
Plaque commémorative sur la façade de la maison natale de Tosca, au no 29 de la calle Serranos (carrer dels Serrans, en catalan), à Valence.

- Valentia edetanorum, vulgo del Cid (1704).
- Compendio Mathematico, en que se contienen todas las materias más principales de las ciencias, que tratan de la cantidad (1707-1715) :
  - Tomo I: Geometría Elemental, Aritmética Inferior, Geometría Práctica.
  - Tomo II: Aritmética Superior, Álgebra, Música.
  - Tomo III: Trigonometría, Secciones Cónicas, Maquinaria.
  - Tomo IV: Estática, Hidroestática, Hidrotecnia, Hidrometría.
  - Tomo V: Arquitectura Civil, Montea y Cantería, Arquitectura Militar, Pirotecnia o Artillería.
  - Tomo VI: Óptica, Pespectiva, Catóptrica, Dióptrica, Meteoros.
  - Tomo VII: Astronomía.
  - Tomo VIII: Astronomía Práctica, Geografía, Náutica.
  - Tomo IX: Gnomónica, Ordenación del Tiempo, Astrología.
- Compendium Philosophicum (1754).
- Vida, Virtudes y Milagros de la venerable madre Sor Josefa María de Santa Inés (1775).
- Tratados de Arquitectura civil, Montea y Cantería y Reloxes (1794).
- Apparatus philosophicus sive Enciclopaedia omnium scientiarum de scibili in commune pertractans.
- Totius logicae brevis explicatio.
- Physicae id est entis corporei Philosophicae tractus brevis.
- Lógica.

### Travaux d’architecture
- Monument de la Semaine sainte dans la cathédrale de Valence.
- Projet pour un nouveau théâtre de Valence.
- Portail du pont du Real.
- Conception et exécution de l’église Saint-Thomas-et-Saint-Philippe-Neri (église de la congrégation de l'Oratoire).